# Robert Miller Montague
Pour les articles homonymes, voir Robert Miller, Miller et Montague.
Robert Miller Montague (7 août 1899 – 20 février 1958) est un lieutenant general, général de corps d'armée, de l'Armée de terre des États-Unis, il est commandant en second de la base de Fort Bliss, puis commandant de la base de Sandia à Albuquerque durant les débuts de l'ufologie et de l'affaire de Roswell, laquelle abritait l’Atomic Energy Commission, dont Montague était le chef des projets « armements spéciaux ». Il est ensuite chef de l'United States Southern Command.
L’AEC avait été créée en 1946 par le Congrès américain pour diriger la conception et le développement d’armes nucléaires ainsi que de modes de propulsion, pour la Marine notamment.